# يان مفيلا
يان مفيلا (بالفرنسية: Yann M'Vila)‏ (مواليد 29 يونيو 1990 في اميان - فرنسا) لاعب كرة قدم فرنسي يلعب حاليا لصالح نادي الدوري اللإيطالي الممتاز نادي انتر ميلان اللإيطالي منذ 2014 في مركز الوسط المحوري.
كان قائد المنتخب الفرنسي تحت 19 سنة في بطولة كأس الأمم الأوروبية تحت 19 عاما لكرة القدم 2009 وقد وصل المنتخب الفرنسي لكرة القدم لنصف نهائي البطولة.
انتقل إلى نادي رين عام 2005 قادماً من نادي مانت واستمر معهم حتى عام 2013 عندما أعلن نادي روبين كازان انه تم الاتفاق على انتقاله للنادي بـ 9.6 ميلون جنيه إسترليني

## أنتر ميلان
في 11 يوليو 2014 انتقل إلى نادي إنتر ميلان

## روابط خارجية
- يان مفيلا على موقع الاتحاد الدولي (مؤرشف)  (الإنجليزية)
- يان مفيلا على موقع الاتحاد الأوربي (الإنجليزية)
- يان مفيلا على موقع إي إس بي إن إف سي (الإنجليزية)
- يان مفيلا على موقع قاعدة بيانات كرة القدم.إي يو (الإنجليزية)
- يان مفيلا على موقع ليكيب (الفرنسية)
- يان مفيلا على موقع ناشيونال فوتبول تيمز (الإنجليزية)
- يان مفيلا على موقع Soccerbase.com (لاعب) (الإنجليزية)
- يان مفيلا على موقع Soccerway.com (الإنجليزية)
- يان مفيلا على موقع عالم كرة القدم.نت (الإنجليزية)
- يان مفيلا على موقع AS.com (الإسبانية)